# Dorette Corbey
Dorette Corbey, née le 19 juin 1957 à Eindhoven, est une femme politique néerlandaise.
Membre du Parti travailliste, elle siège au Parlement européen de 1999 à 2009.